# Ca l'Astruc
Ca l'Astruc és una masia situada al municipi de Navars, a la comarca catalana del Bages.